# أطفال دينماوث (رواية)
أطفال دينماوث (بالإنجليزية: The Children of Dynmouth)‏ هي رواية للكاتب البريطاني ويليام تريفور، نشرت عام 1976، لأول مرة عن دار نشر بودلي هيد.